# Входящий тон
Входящий тон (кит. трад. 入聲, упр. 入声, пиньинь rùshēng — «тон слова 入 „входить“») — один из тонов среднекитайского языка. Также выделяется в современных южнокитайских языках: кантонском, хокло, у, хакка и других.

## Фонетика
В среднекитайской фонетике слоги, оканчивающие на взрывные согласные /-k/, /-p/, /-t/ считались вариантами слогов с носовыми терминалями /-ŋ/, /-m/, /-n/. Например, слог 物 mjut4 считался имеющим те же инициаль и финаль, что и 文 mjun1 или 問 mjun3, но другой тон.
В современных китайских языках также встречаются слоги со входящим тоном, оканчивающиеся на гортанную смычку.
Слоги со входящим тоном имеют тоновый контур, но он может совпадать с контуром не-входящих тонов. Например, в кантонском языке упомянутый слог 物 maht /mɐt˨/ имеет такой же тоновый контур, что и слог 問 mahn /mɐn˨/ — в современных описаниях могут как считать, что у них одинаковый тон (шестой тон в кантонском), так и разделять их и считать входящие тоны отдельно (тогда слогу 物 maht приписывают девятый тон, а слогу 問 mahn — шестой).

## В современных языках

### Севернокитайский
Входящий тон сохранился в миньцзянском диалекте и диалектах низовий Янцзы (включая нанкинский) севернокитайского языка. В других его диалектах входящий тон исчез, а слоги с ним перераспределились среди других тонов.
В пекинском и северо-восточном диалектах, в словах с глухим инициалем тоны распределялись неясным образом или без определённых правил. Другая ситуация с остальными диалектами: в диалекте цзяоляо входящий тон превратился в третий тон; в диалектах цзилу и чжунъюань в первый.
Если среднекитайская инициаль была сонорной, то входящий тон перешёл в четвёртый. Исключением является чжунъяньский диалект, где используется первый тон. Слоги с древней звонкой шумной инициалью перешли во второй тон во всех диалектах.
| Диалект севернокитайского | Глухая инициаль         | Сонорная инициаль       | Звонкая инициаль        |
| ------------------------- | ----------------------- | ----------------------- | ----------------------- |
| Цзяоляо                   | 3                       | 4                       | 2                       |
| Северо-восточный          | 1, 2, 3, 4              | 4                       | 2                       |
| Пекинский                 | 1, 2, 3, 4              | 4                       | 2                       |
| Северо-центральный        | 1                       | 4                       | 2                       |
| Чжунъюаньский             | 1                       | 1                       | 2                       |
| Северо-западный           | 4                       | 4                       | 2                       |
| Юго-западный              | 1, 2, 4                 | 1, 2, 4                 | 1, 2, 4                 |
| Нанкинский                | входящий тон сохранился | входящий тон сохранился | входящий тон сохранился |
| Миньцзянский              | входящий тон сохранился | входящий тон сохранился | входящий тон сохранился |

### У
В языке у входящий тон сохранился в качестве конечной гортанной смычки.
В зависимости от инициали, звучание входящего тона изменяется. Существует высокий тон, когда инициаль глухая, и низкий, когда инициаль звонкая.

### Кантонский
Каждый тон среднекитайского языка разделился на два современных кантонских, их называют «тёмные» и «светлые»: один для случая с древней глухой инициалью, другой с древней звонкой. Кроме того, позднее тоны в слогах со «светлым» входящим тоном разделились на два: высокий (для кратких гласных) и низкий (для долгих гласных) тоны.
Таким образом, в кантонском языке есть три входящих тона. По своему тоновому контуру они совпадают с другими тонами, поэтому во многих описаниях не считаются отдельными тонами.

## Примеры
| Китайский иероглиф | Среднекитайский | Хакка          | Миньские языки (Фучжоу) | Нанкинский диалект | У              | Кантонский    | Японский язык (старая кана) | Путунхуа | Перевод         |
| ------------------ | --------------- | -------------- | ----------------------- | ------------------ | -------------- | ------------- | --------------------------- | -------- | --------------- |
| 合                 | 侯閤切 [ɣɒp]    | [hap˥]         | [haʔ˥]                  | ho⁵ [xoʔ˥]         | [ɦɐʔ˩˨]        | hap6 [hɐp˨]   | ガフ gapu, カフ kapu        | hé [xɤ̌]  | союз; закрывать |
| 十                 | 是執切 [ʑĭĕp]   | [sip˥]         | [sɛiʔ˥]                 | shr⁵ [ʂʅʔ˥]        | [zʷœʔ˩˨]       | sap6 [sɐp˨]   | ジフ zipu, シフ sipu        | shí [ʂɨ̌] | десять          |
| 佛                 | 符弗切 [bʰĭuət] | [fut˥]         | [huʔ˥]                  | fu⁵ [fuʔ˥]         | [vɐʔ˩˨]        | fat6 [fɐt˨]   | ブツ butu, フツ putu        | fó [fuɔ̌] | Будда           |
| 八                 | 博拔切 [pæt]    | [pat˩]         | [paiʔ˨˦]                | ba⁵ [paʔ˥]         | [pɐʔ˥]         | baat3 [paːt˧] | ハチ pati, ハツ patu        | bā [pá]  | восемь          |
| 易                 | 羊益切 [jĭɛk]   | [ji˥˧], [jit˥] | [iʔ˥]                   | i⁵ [iʔ˥]           | [ji˦], [jeʔ˩˨] | jik6 [jɪk˨]   | ヤク yaku, エキ eki         | yì [î]   | обмен           |
| 客                 | 苦格切 [kʰɐk]   | [hak˩],[kʰak˩] | [kʰaʔ˨˦]                | kä⁵ [kʰɛʔ˥]        | [kʰɐʔ˥]        | haak3 [haːk˧] | キャク kyaku, カク kaku     | kè [kʰɤ̂] | гость           |

### Комментарии
1. ↑  Чаще всего 3
2. ↑  Закономерность не наблюдается
3. ↑  Чаще всего 2